# 안토닌 바라크
안토닌 바라크(체코어: Antonín Barák, 1994년 12월 3일 ~ )는 체코의 축구 선수다. 포지션은 공격형 미드필더로, 현재 이탈리아 세리에 A의 클럽 ACF 피오렌티나에서 뛰고 있다.